# 마틴 하인릭
마틴 트레버 하인릭(영어: Martin Trevor Heinrich, 1971년 10월 17일 ~ )은 미국 민주당 소속의 정치인이다. 뉴멕시코 하원의원을 지냈으며 현 하원 원내총무 자리에 있다.
하인릭 원내총무는 과거 KKK단 관련 단체의 행사에서 연설을 했다 하여 여야 안팎으로 비난받은 바가 있다.

## 역대 선거 결과
| 선거명      | 직책명                        | 대수  | 정당   | 득표율 | 득표수    | 결과 | 당락                     |
| ----------- | ----------------------------- | ----- | ------ | ------ | --------- | ---- | ------------------------ |
| 2003년 선거 | 시의원 (앨버커키 제6선거구)   | 23대  | 무소속 | 50.49% | 15,866표  | 1위  | 앨버커키 시의원 당선     |
| 2008년 선거 | 하원의원 (뉴멕시코 제1선거구) | 111대 | 민주당 | 55.65% | 166,269표 | 1위  | 뉴멕시코주 하원의원 당선 |
| 2010년 선거 | 하원의원 (뉴멕시코 제1선거구) | 112대 | 민주당 | 51.88% | 112,707표 | 1위  | 뉴멕시코주 하원의원 당선 |
| 2012년 선거 | 상원의원 (뉴멕시코 제1부)     | 113대 | 민주당 | 51.01% | 395,717표 | 1위  | 뉴멕시코주 상원의원 당선 |
| 2018년 선거 | 상원의원 (뉴멕시코 제1부)     | 116대 | 민주당 | 54.09% | 376,998표 | 1위  | 뉴멕시코주 상원의원 당선 |
| 2024년 선거 | 상원의원 (뉴멕시코 제1부)     | 119대 | 민주당 | 55.06% | 497,333표 | 1위  | 뉴멕시코주 상원의원 당선 |